# جليل هاشم
جليل هاشم هو لاعب كرة سلة عراقي سابق. شارك في بطولة الرجال في دورة الألعاب الأولمبية الصيفية عام 1948.

## روابط خارجية
- جليل هاشم على موقع سبورتس رفرنس (الإنجليزية)
- جليل هاشم على موقع أوليمبيديا (الإنجليزية)